# ハンガリア群

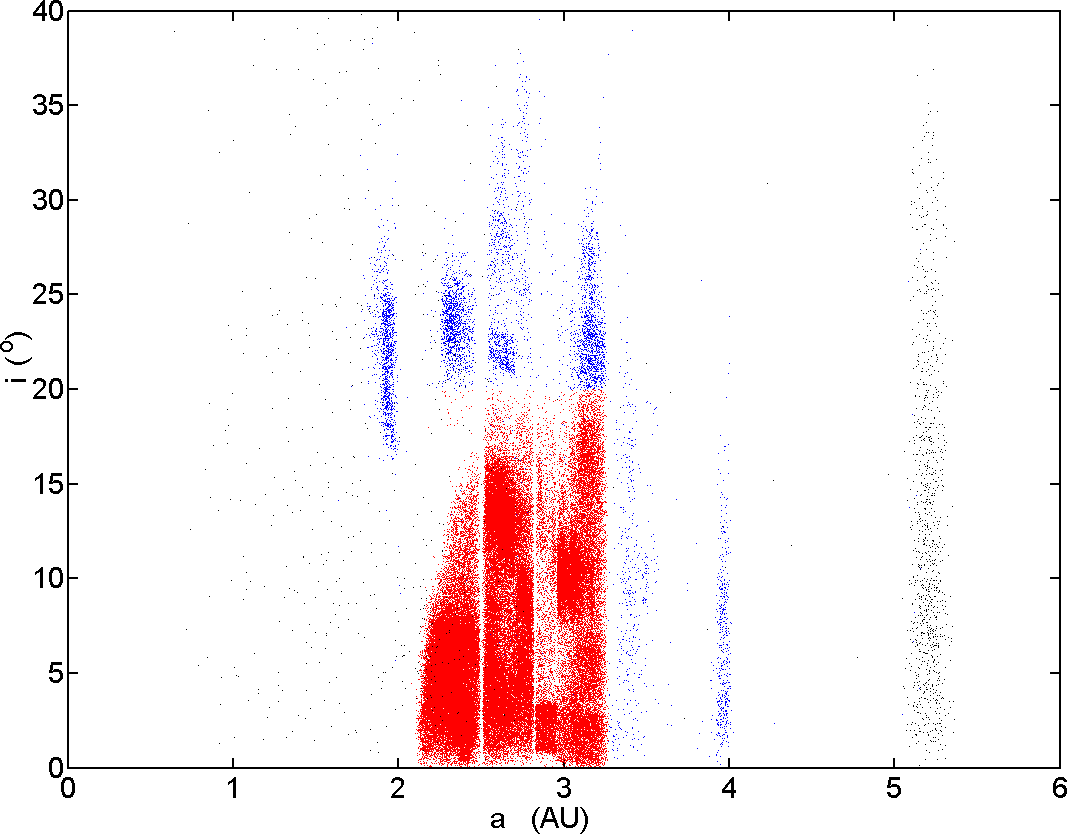
木星の軌道以遠の小惑星。ハンガリア群は上側左端の密度の濃い領域である。メインベルトの「核」は赤色で示されている。

ハンガリア群 (Hungaria family) は、太陽の周囲を1.78から2.00天文単位で公転している小惑星である。通常、軌道離心率は0.18以下と低く、軌道傾斜角は16°から34°、軌道周期は約2.5年である。木星と9:2、火星と3:2で軌道共鳴している。この属で最も大きいハンガリアから名前が付けられた。メインベルトでは最も内側に位置する。
ハンガリア群の小惑星の大部分はE型小惑星である。表面は明るい頑火輝石でアルベドは0.30以上と高いが、直径が小さいので双眼鏡で見ることはできない。例えば最も大きいハンガリアでも直径20kmに過ぎず、ハンガリア群はアマチュア用の望遠鏡で見える最も小さい小惑星となっている。
ハンガリア群の小惑星の起源は良く分かっていない。木星と4:1の共鳴関係にある2.06天文単位の軌道にある天体は、非常に扁平で不安定な軌道になり、カークウッドの空隙の最内側を形成する。この4:1共鳴の内側では、軌道傾斜角の小さい小惑星は、木星よりも火星の重力場の影響を強く受け、火星による摂動により、火星の軌道平面から大きく外れているもの以外は、長い時間をかけて4:1のカークウッドの間隙の内側に追いやられることになる。
この過程により、4:1共鳴より内側に残された小惑星は小さな軌道離心率と大きな軌道傾斜角を持つことになる。しかし現時点でも、ハンガリア群のいくつかの小惑星は火星横断小惑星となっており、この過程の途上にある。
火星の軌道の長期的な変動は、ハンガリア群の小惑星の移動の大きな要因であると信じられている。小惑星の昇交点が火星の遠日点の黄経に近づくと、小惑星の軌道離心率は大きくなり、軌道は不安定になる。そして数百万年の時間をかけて、短命のアモール群や地球横断小惑星となる。